# Mario Cuéllar
Mario Alberto Cuéllar Saavedra (Santa Cruz de la Sierra, 5 de mayo de 1989) es un futbolista boliviano. Juega como defensa en Ciudad Nueva Santa Cruz Academia FC de la Asociación Cruceña de Fútbol.

## Trayectoria

### Sport Boys Warnes
En el club Sport Boys Warnes disputó la temporada 2013-14 de la Copa Simón Bolívar en la que contribuyó para el ansiado ascenso del Torito warneño.

## Selección nacional

### Absoluta
El 23 de marzo de 2017 debutó con la selección boliviana, en la derrota 0 a 1 frente a Colombia en la ciudad de Barranquilla, por las eliminatorias al Mundial de Rusia 2018.
En 2019 fue convocado por el entrenador Eduardo Villegas para disputar la Copa América 2019 en Brasil, sin disputar ningún partido.

#### Partidos con la selección absoluta
| \| PJ \| Fecha \| Ciudad \| Local \| Resultado \| Visitante \| Competición \| Goles \| \| -- \| ---------- \| ------------ \| ------------- \| --------- \| --------- \| ---------------------------- \| ----- \| \| 1. \| 23-03-2017 \| Barranquilla \| Colombia \| 1-0 \| Bolivia \| Clasificatorias Mundial 2018 \| - \| \| 2. \| 23-03-2019 \| Incheon \| Corea del Sur \| 1-0 \| Bolivia \| Amistoso \| - \| |            |              |               |           |           |                              |       |
| PJ | Fecha      | Ciudad       | Local         | Resultado | Visitante | Competición                  | Goles |
| 1. | 23-03-2017 | Barranquilla | Colombia      | 1-0       | Bolivia   | Clasificatorias Mundial 2018 | -     |
| 2. | 23-03-2019 | Incheon      | Corea del Sur | 1-0       | Bolivia   | Amistoso                     | -     |

## Estadísticas

### Clubes
| Club                              | Div.          | Temporada     | Liga  | Liga  | Internacional | Internacional | Total | Total |
| Club                              | Div.          | Temporada     | Part. | Goles | Part.         | Goles         | Part. | Goles |
| --------------------------------- | ------------- | ------------- | ----- | ----- | ------------- | ------------- | ----- | ----- |
| Sport Boys Warnes · Bolivia       | 1.ª           | 2013/14       | 0     | 0     | —             | —             | 0     | 0     |
| Sport Boys Warnes · Bolivia       | 1.ª           | 2014/15       | 29    | 0     | —             | —             | 29    | 0     |
| Sport Boys Warnes · Bolivia       | 1.ª           | 2015/16       | 30    | 2     | —             | —             | 30    | 2     |
| Sport Boys Warnes · Bolivia       | 1.ª           | Clausura 2017 | 10    | 1     | —             | —             | 10    | 1     |
| Total club                        | Total club    | Total club    | 69    | 3     | —             | —             | 69    | 3     |
| Blooming · Bolivia                | 1.ª           | 2016/17       | 30    | 1     | 3             | 0             | 33    | 1     |
| Total club                        | Total club    | Total club    | 30    | 1     | 3             | 0             | 33    | 1     |
| C. D. San José · Bolivia          | 1.ª           | 2018          | 40    | 4     | 2             | 0             | 42    | 4     |
| Total club                        | Total club    | Total club    | 40    | 4     | 2             | 0             | 42    | 4     |
| C. D. Oriente Petrolero · Bolivia | 1.ª           | 2019          | 32    | 2     | —             | —             | 32    | 2     |
| Total club                        | Total club    | Total club    | 32    | 2     | —             | —             | 32    | 2     |
| C. A. Nacional Potosí · Bolivia   | 1.ª           | 2021          | 10    | 0     | —             | —             | 10    | 0     |
| Total club                        | Total club    | Total club    | 10    | 0     | —             | —             | 10    | 0     |
| C. D. Real Santa Cruz · Bolivia   | 1.ª           | 2022          | 29    | 0     | —             | —             | 29    | 0     |
| Total club                        | Total club    | Total club    | 29    | 0     | —             | —             | 29    | 0     |
| Total carrera                     | Total carrera | Total carrera | 210   | 10    | 5             | 0             | 215   | 10    |
| 1. 2.                             |               |               |       |       |               |               |       |       |

## Palmarés

### Títulos nacionales
| Título           | Club              | País    | Año           |
| ---------------- | ----------------- | ------- | ------------- |
| Primera División | Sport Boys Warnes | Bolivia | Apertura 2016 |
| Primera División | San José          | Bolivia | Clausura 2018 |